# Víctor Leyton
Víctor Adolfo Leyton Díaz (Lima, Perú, 1 de agosto de 1961) es un ingeniero industrial y político peruano, electo Alcalde del Rímac por el período 2007 - 2010.

## Biografía
Víctor Leyton nació en el Rímac el 1 de agosto de 1961, realizó sus estudios escolares en el Instituto Experimental 08 - UGEL 02 (Rímac). Estudió Ingeniería Industrial en la Universidad Nacional de Ingeniería (Rímac-Lima-Perú) entre 1978 y 1983. Es catedrático de su alma mater por más de treinta años.
Ingeniero industrial de la UNI (Universidad Nacional de Ingeniería). Trabajo cinco años llegando hacer gerente de proyectos en el Instituto Peruano de Energía Nuclear (Habiendo calculado por primera vez los costos del Reactor Nuclear de Huarangal) , también fue Coordinador Nacional de los peritos ambientales del Ministerio Público. En la UNI ha sido Director de la Escuela de Ingeniería Industrial, Jefe de la Oficina Central de Logística, past Director de la Oficina de Consultoría y exmiembro del Comité Electoral. también jefe de posgrado de la FIIS.
Es máster en Gestión Ambiental de la Empresa y Energías Renovables por la Universidad de Alcalá de Henares, Madrid España. Estudió la maestría en Ciencias Químicas en la UNI y doctorado en ingeniería industrial. Estudia actualmente la Maestría en Educación con mención en Docencia e Investigación en Educación Superior en la Universidad Peruana Cayetano Heredia. Estudio gestión empresarial en la universidad de Burgos (España). 
Fue elegido alcalde distrital del Rímac (2007-2010), postulando por el partido Solidaridad Nacional, liderado por el Dr. Luis Castañeda Lossio.

## Labor política
Miembro de Solidaridad Nacional desde el año 2004, candidato por Unidad Nacional fue elegido como alcalde del Rímac  para el período 2007-2010. Con una cuestionada gestión municipal, terminó con denuncias de la Contraloría por apropiación de caudales bajo administración, omisión de funciones, rehusar o retardar la entrega de cargo y usurpación de funciones.  [cita requerida] Postula nuevamente, sin éxito, al cargo por el Partido Cambio Radical en las elecciones regionales y municipales del Perú de 2010.